# Are You Gonna Be My Girl
Are You Gonna Be My Girl is een nummer van de Australische rockband Jet uit 2003. Het is de eerste single van hun debuutalbum Get Born.
In Jet's thuisland Australië haalde het de 20e positie, en in de Nederlandse Top 40 de 21e. Het nummer kreeg in Nederland vooral bekendheid doordat het in diverse reclames zat, waaronder voor Vodafone.